# Don Gilmore
Don Gilmore is een muziekproducent, beter bekend door zijn productie van de eerste twee studioalbums van Linkin Park, Hybrid Theory en Meteora. Ook heeft hij albums geproduceerd voor Dashboard Confessional, Avril Lavigne, Eve 6, Good Charlotte, TRUSTcompany, Duran Duran, Trapt, Hollywood Undead, Scary Kids Scaring Kids en vele andere artiesten.
Emily Armstrong · Chester Bennington · Rob Bourdon · Colin Brittain · Brad Delson 
Dave Farrell · Joe Hahn · Scott Koziol · Mike Shinoda · Mark Wakefield